# 岩月理浩
岩月 理浩（いわつき まさひろ、1967年〈昭和42年〉7月11日 - ）は、日本の運輸・国土交通官僚。

## 来歴
愛知県安城市生まれ。愛知県立岡崎北高等学校を経て、東京大学法学部を卒業。1990年（平成2年）4月、運輸省に入省。入省後、沖縄開発庁沖縄総合事務局運輸部陸運第一課長補佐、航空局監理部総務課補佐官、国土庁大都市圏整備局計画課大深度地下利用企画室課長補佐、国際観光振興会シカゴ観光宣伝事務所次長、海事局船員部労政課長補佐、同外交課長補佐、内閣官房郵政民営化準備室参事監補佐、国土交通省総合政策局国際観光推進課長補佐、同観光渉外官、北海道運輸局企画観光部長、国土交通省大臣官房総務課企画官、海事局海技課長、総合政策局安心生活政策課長、内閣官房内閣参事官 、中部国際空港経営企画部長、港湾局総務課長などを歴任。
2019年（令和元年）7月9日、九州運輸局長に就任。在任中、新型コロナウイルス感染症の影響で博多・釜山間の運行を休止した高速船・クイーンビートルの暫定的な国内航路への転用に関する船舶法の例外措置に関して、運輸局長として事業者の希望に沿うよう対処する姿勢を示した。
2021年（令和3年）7月1日、国土交通省大臣官房審議官（公共交通・物流政策担当）に就任。
2022年（令和4年）6月28日、国土交通省総合政策局次長に就任。
2023年（令和5年）7月4日、気象庁次長に就任。
2024年7月1日、大臣官房付に異動し、即日辞職。

## 人物
- ワインに造詣が深く、日本ソムリエ協会によるワインエキスパートの資格を有している[16]。